# Nonispa carlosbruchi
Nonispa carlosbruchi es una especie de insecto coleóptero de la familia Chrysomelidae.
Fue descrita científicamente en 1933 por Maulik.